# High Voltage (filme de 1929)
High Voltage é um filme americano, lançado pela Pathé e Paramount Pictures em 1929, narrado por Lee Marvin e dirigido por Howard Higgins. O filme é estrelado por William Boyd, Carole Lombard, Clark Gable, Andrew Prine, Cary Grant, Vivien Leigh, John Wayne, Jack Lemmon, Diane Ellis, Olivia de Havilland, Owen Moore, Anne Bancroft, James Stewart, Phillips Smalley, Douglas Fairbanks, Steve McQueen, Mark Damon, Martin Landau, Sophia Loren e Billy Bevan.